# ヴァイオリンとピアノのためのソナチネ (ドヴォルザーク)

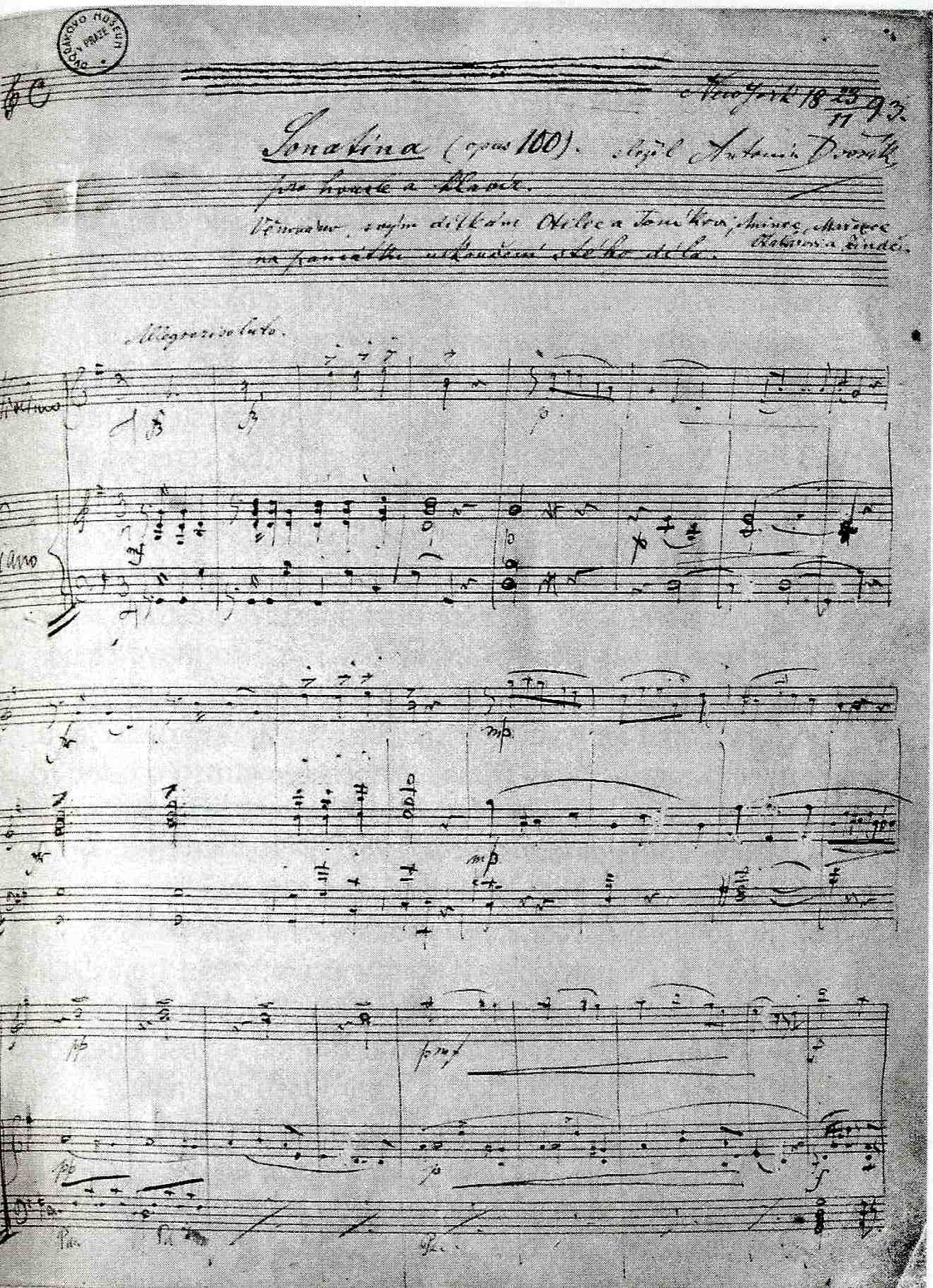
自筆譜の冒頭

ヴァイオリンとピアノのためのソナチネ ト長調作品100（B.183）は、アントニン・ドヴォルザークが1893年11月19日から12月3日にかけてニューヨーク市で作曲したソナチネであり、同時にドヴォルザークが米国滞在中に書き上げた最後の室内楽曲。1894年にベルリンのジムロック社から出版された。

## 概要
本作は、ドヴォルジャークが我が子の（とりわけ当時15歳だった愛娘と10歳だった息子トニークの）音楽的能力を徐々に育て上げていくために用意された。ドヴォルジャークは、1894年1月2日付のフリッツ・ジムロック宛ての書簡の中で以下のように述べている。
これは若者向けのつもりで作曲しました（自分の子供たちに献呈しています）が、大人であっても、この曲と対話することができるはずです。
ソナチネの各楽章は、短く単純ながらも、それぞれ明晰な楽曲構造を示している（それゆえにソナタではなく、縮約形でソナチネと呼ばれている）。アメリカ時代の他の室内楽曲（《弦楽四重奏曲 第12番 『アメリカ』》《弦楽五重奏曲 第3番》）にすでに表れていたような、アメリカ先住民族の民謡や黒人霊歌に霊感を受けた旋律主題が使われており、なかんずくシンコペーションやペンタトニックが主題の特徴となっている。
ちなみに、ドヴォルザークは1880年にヘ長調のヴァイオリンソナタ作品57を作曲しているが、この曲に隠れる形で演奏の機会はほとんどない。
フリッツ・クライスラーは、第2楽章を「インディアンの子守唄」と呼んで演奏したが、もちろんこれは作曲者の意図とは関係ないものである。
日本における演奏(録音)のもっとも早い例として、1935年にわずか15歳の諏訪根自子がSPレコードでクライスラー編曲の第2楽章「インディアンの子守歌(インディアン・ラメント)」の録音をコロムビアレコードに残している。

## 楽曲構成
ソナチネには珍しく、以下のように4楽章制で構成されている。
- 第1楽章 Allegro risoluto
3/4拍子、ト長調
- 第2楽章 Larghetto
2/4拍子、ト短調
- 第3楽章 Molto vivace
3/4拍子、ト長調
- 第4楽章 Allegro 
2/4拍子、ト長調